# 紫陽橋
紫陽橋（しようきょう）は、中国安徽省黄山市歙県徽城鎮にある石拱橋。長さ140メートル、幅10メートル、高14メートル。

## 歴史
橋は明の万暦34年から42年（1606年-1614年）の創建で、当時は寿民橋と称した。
2012年6月、安徽省人民政府は紫陽橋を安徽省文物保護単位に認定した。